# Абарка-де-Кампос
Абарка-де-Кампос (ісп. Abarca de Campos) — муніципалітет в Іспанії, у складі автономної спільноти Кастилія-і-Леон, у провінції Паленсія. Населення — 38 осіб (2010).

## Географія
Муніципалітет розташований на відстані близько 210 км на північний захід від Мадрида, 24 км на захід від Паленсії.

### Клімат
| Клімат Абарка-де-Кампоса | Клімат Абарка-де-Кампоса | Клімат Абарка-де-Кампоса | Клімат Абарка-де-Кампоса | Клімат Абарка-де-Кампоса | Клімат Абарка-де-Кампоса | Клімат Абарка-де-Кампоса | Клімат Абарка-де-Кампоса | Клімат Абарка-де-Кампоса | Клімат Абарка-де-Кампоса | Клімат Абарка-де-Кампоса | Клімат Абарка-де-Кампоса | Клімат Абарка-де-Кампоса | Клімат Абарка-де-Кампоса |
| Показник                 | Січ.                     | Лют.                     | Бер.                     | Квіт.                    | Трав.                    | Черв.                    | Лип.                     | Серп.                    | Вер.                     | Жовт.                    | Лист.                    | Груд.                    | Рік                      |
| Середній максимум, °C    | 7,4                      | 10,3                     | 13,4                     | 14,8                     | 18,7                     | 23,9                     | 28,5                     | 28,2                     | 24,2                     | 17,6                     | 11,8                     | 8,1                      | 17,2                     |
| Середня температура, °C  | 3,1                      | 5,1                      | 7,2                      | 8,7                      | 12,3                     | 16,6                     | 20,1                     | 20,1                     | 17,0                     | 11,8                     | 6,9                      | 4,2                      | 11,1                     |
| Середній мінімум, °C     | −1,2                     | −0,1                     | 1,0                      | 2,6                      | 5,8                      | 9,2                      | 11,7                     | 12,0                     | 9,8                      | 6,0                      | 2,1                      | 0,2                      | 4,9                      |
| Днів з опадами           | 7                        | 6                        | 5                        | 8                        | 9                        | 5                        | 3                        | 3                        | 4                        | 7                        | 7                        | 8                        | 72                       |
| ------------------------ | ------------------------ | ------------------------ | ------------------------ | ------------------------ | ------------------------ | ------------------------ | ------------------------ | ------------------------ | ------------------------ | ------------------------ | ------------------------ | ------------------------ | ------------------------ |
| Джерело: www.yr.no       |                          |                          |                          |                          |                          |                          |                          |                          |                          |                          |                          |                          |                          |

## Демографія
Динаміка населення (INE ):